# Aprasia aurita
Aprasia aurita är en ödleart som beskrevs av  Arnold Girard Kluge 1974. Aprasia aurita ingår i släktet Aprasia och familjen fenfotingar. IUCN kategoriserar arten globalt som akut hotad. Inga underarter finns listade i Catalogue of Life.
Arten finns bara kvar i ett mindre naturskyddsområde (Wathe State Reserve) i delstaten Victoria i Australien. Regionen är cirka 60 km² stor. Landskapet kännetecknas av flera trädgrupper med träd från eukalyptussläktet samt av buskskog. Honor lägger ägg.